# Grand incendie de Toronto

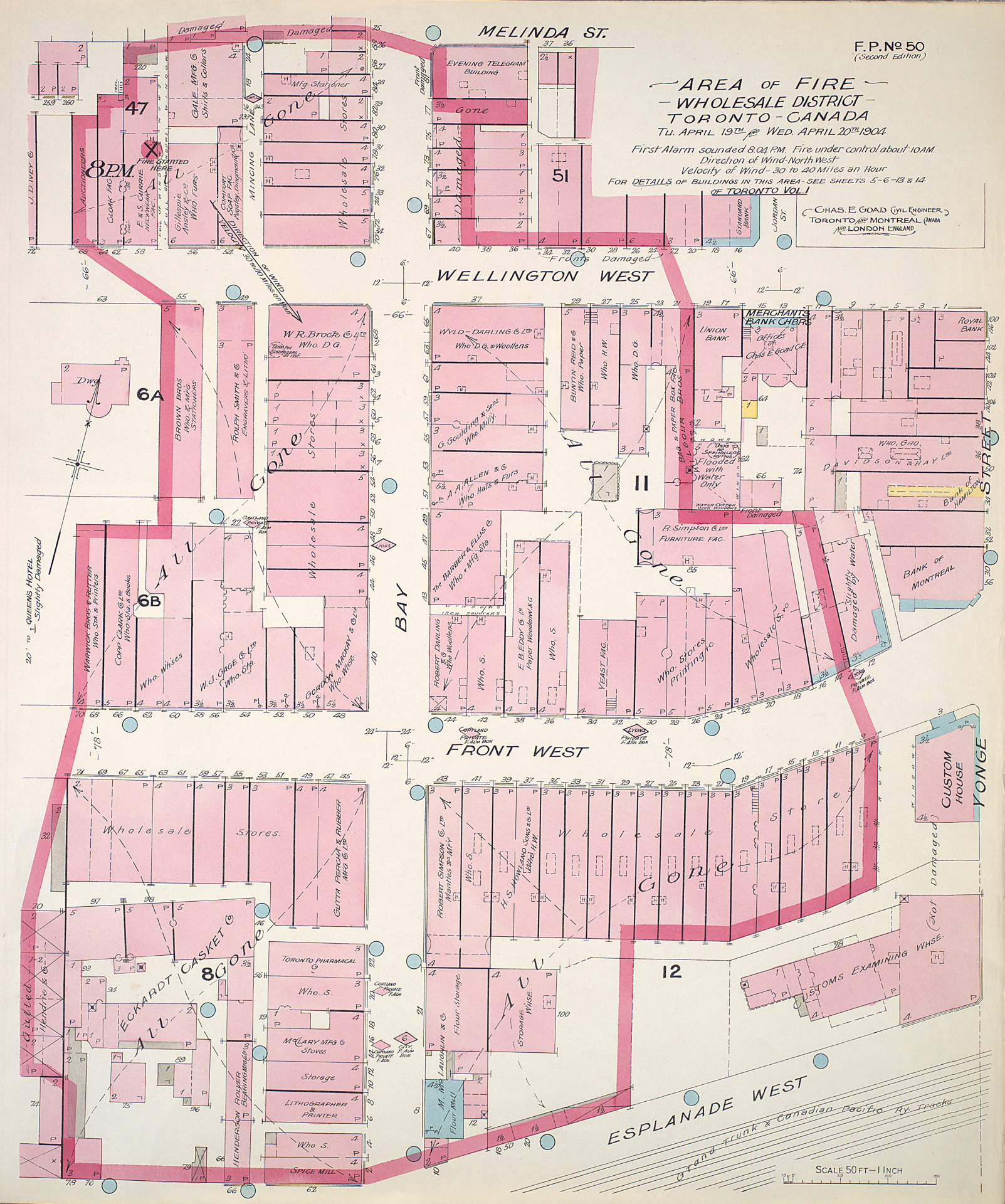
Région détruite lors du Grand incendie de Toronto le 19 et 20 avril 1904.

Le grand incendie de 1904 est un incendie qui détruisit une grande partie du centre-ville de Toronto le 19 avril 1904.

## Historique

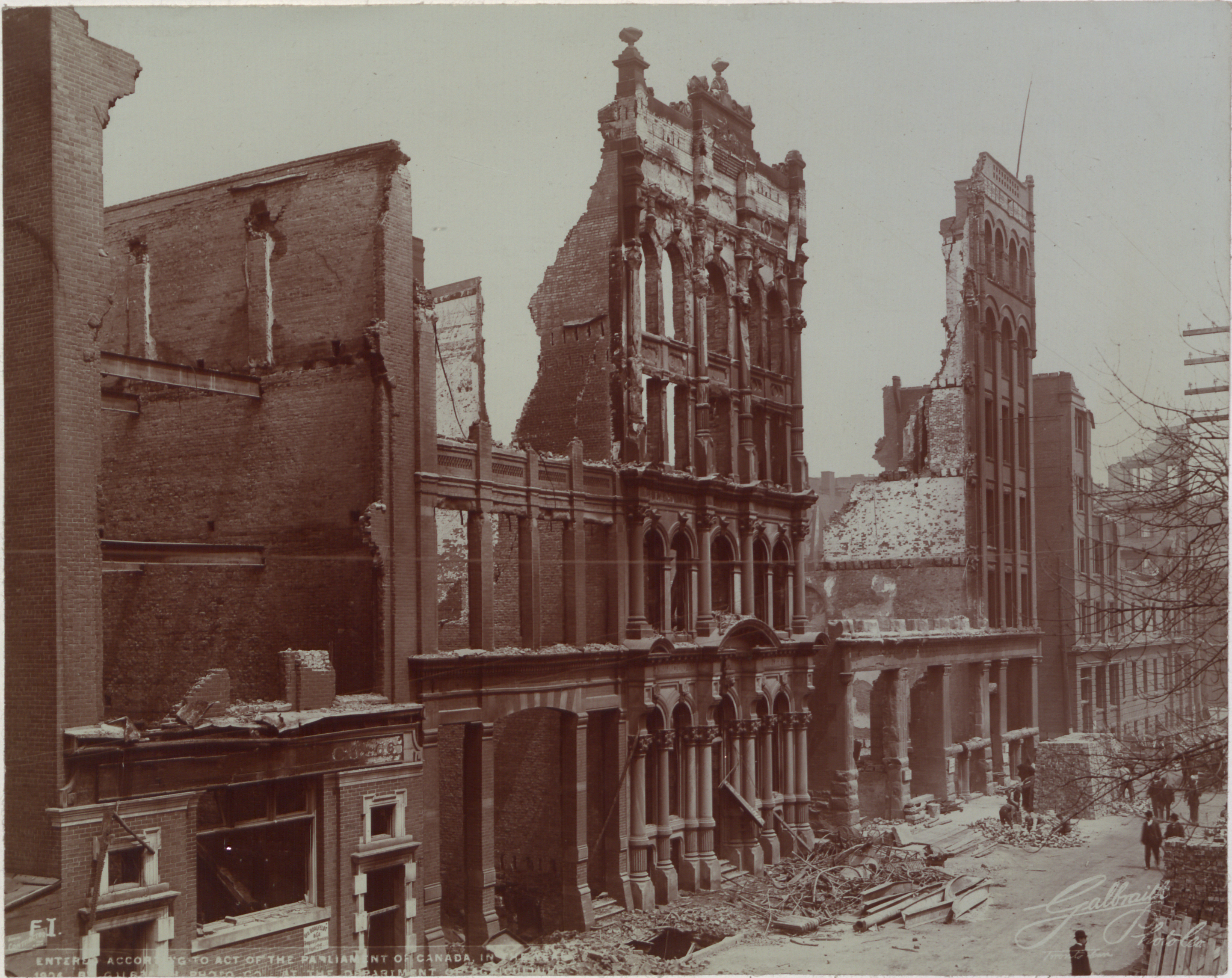
Bâtiment d'où le feu est parti, 19 avril 1904.

Le feu a été repéré à 20 h 4 par un constable au cours de sa patrouille. Des flammes s'élevaient de la cage d'un ascenseur d'une usine d'habillement au 58 Wellington Street West, à l'ouest de Bay Street. L'usine était située au centre d'une importante zone industrielle et commerciale. Les causes exactes de l'incendie n'ont jamais pu être déterminées avec précision.
Le feu a débuté en début de soirée le 19 et il fallut 9 heures pour qu'il soit sous contrôle. Le rougeoiement du feu était visible à plusieurs kilomètres. Des pompiers originaires de villes aussi éloignées que Hamilton ou Buffalo apportèrent leur aide. Les conditions météorologiques, vents forts (48 km/h avec des rafales de neige) et températures négatives (environ −4 °C), rendaient la lutte contre l'incendie difficile.
104 bâtiments furent détruits mais une seule victime fut à déplorer, un homme du nom de John Croft. Les dégâts furent évalués à 10 350 000 dollars et environ 5 000 personnes se retrouvèrent sans travail à une époque où la ville ne comptait que 200 000 habitants. Cet événement a entraîné un durcissement de la législation en matière de sécurité incendie et un développement des services de pompiers de la ville.

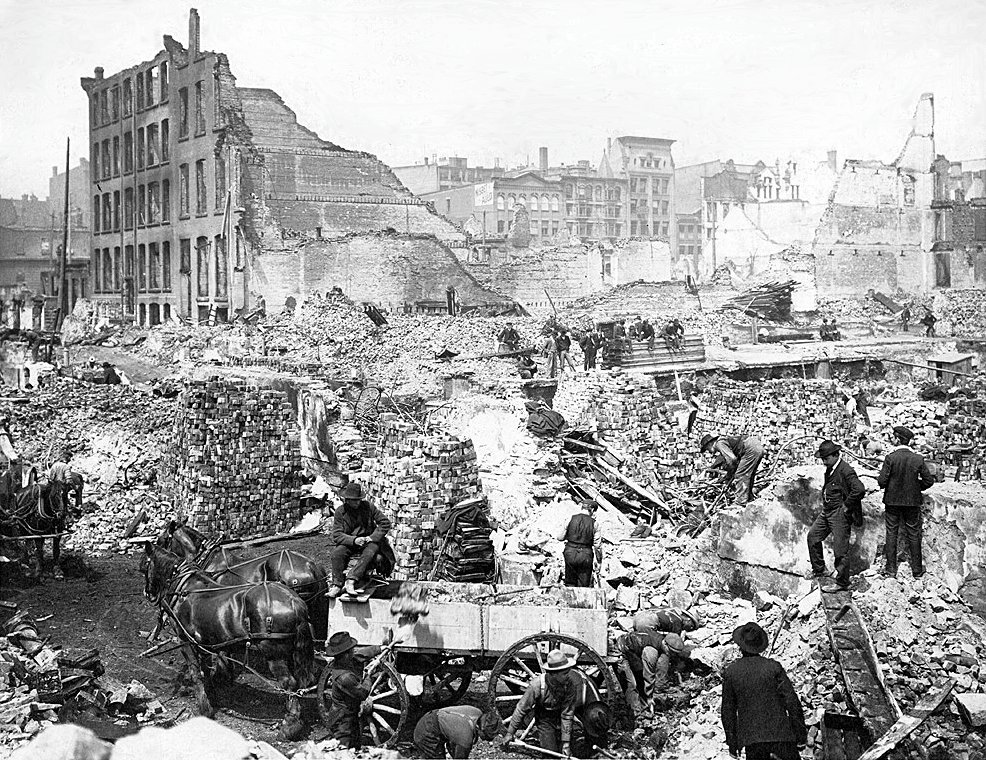
Une rue de Toronto après l'incendie
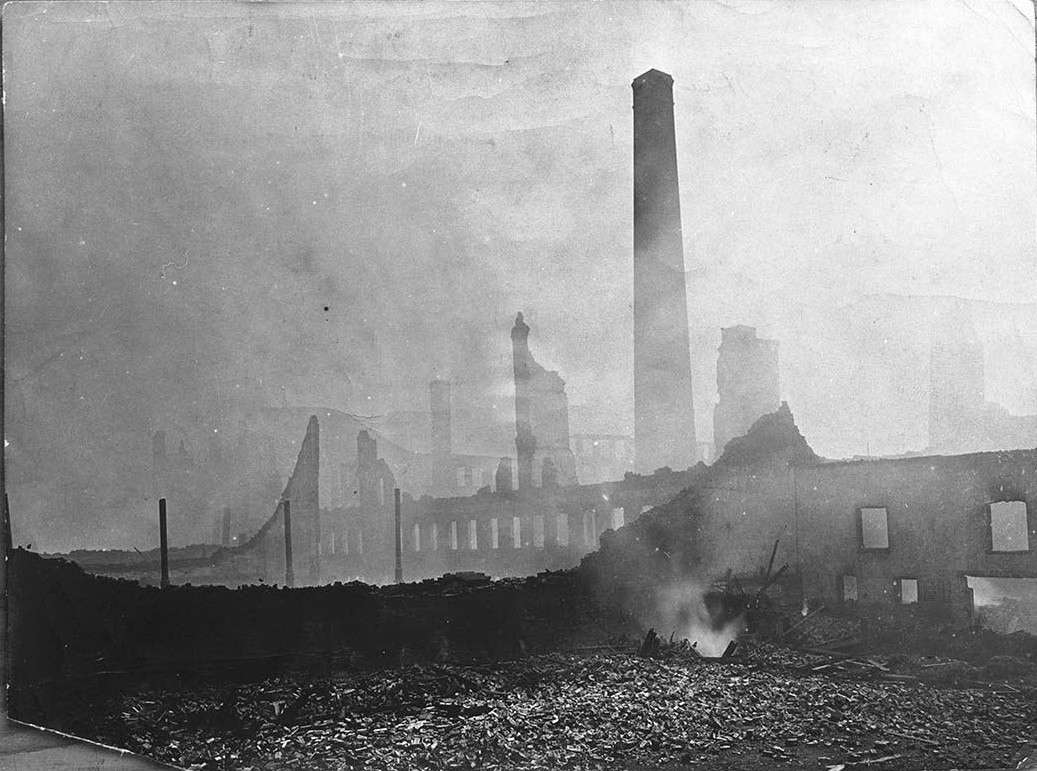
Entrepôt près de l'esplanade de Toronto après l'incendie
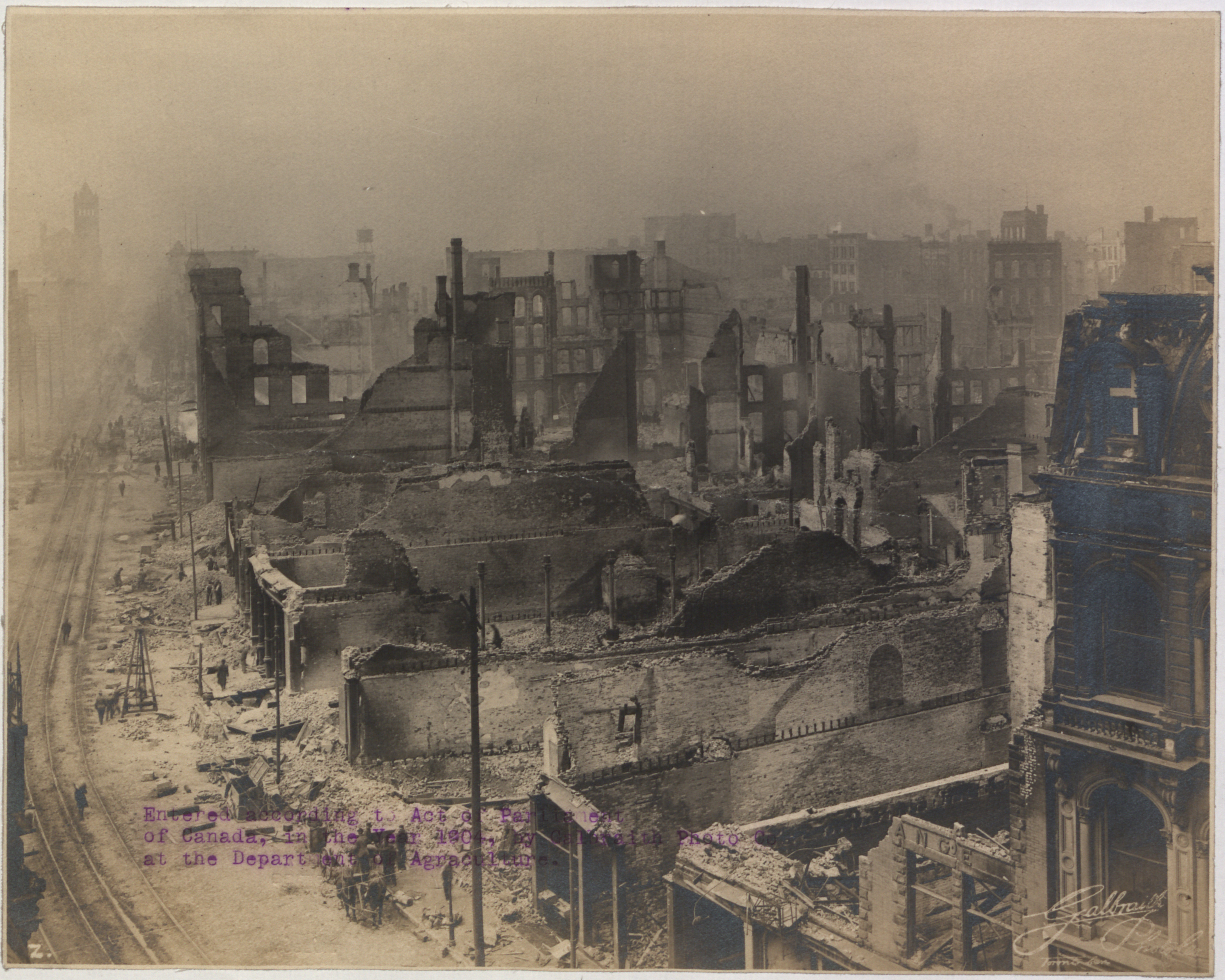
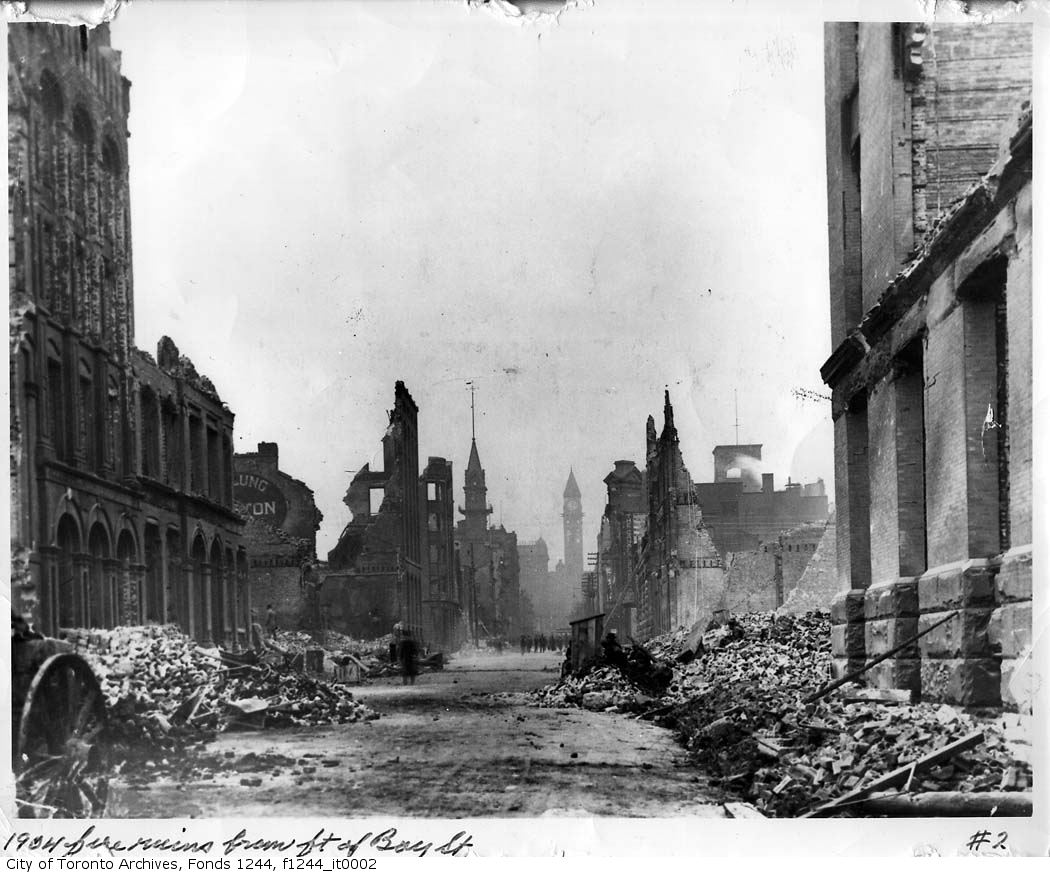
Toronto incendié depuis Bay Street
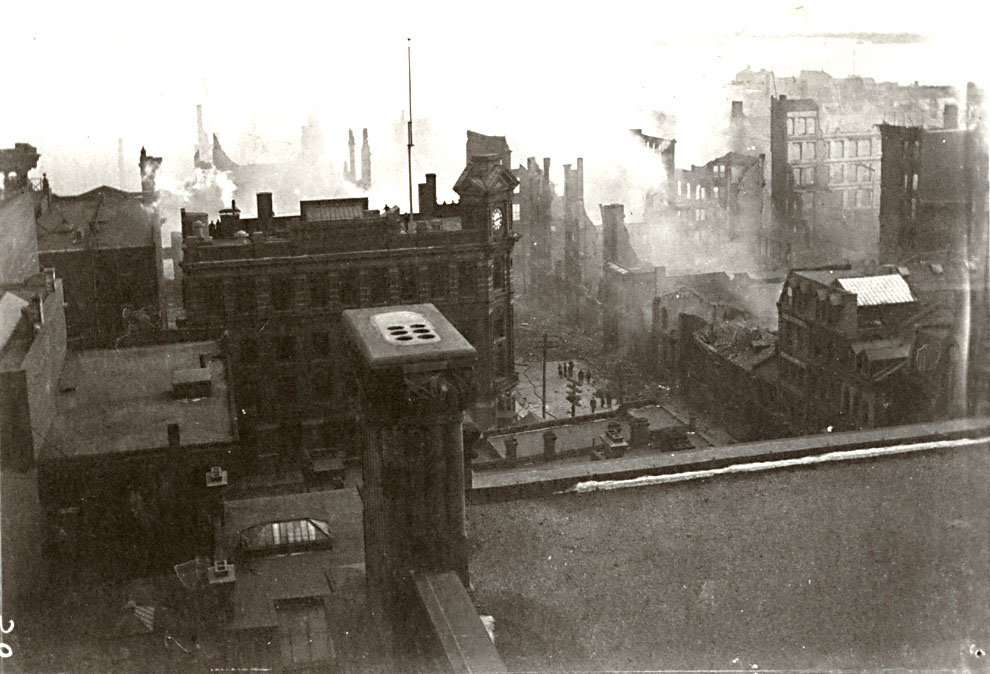
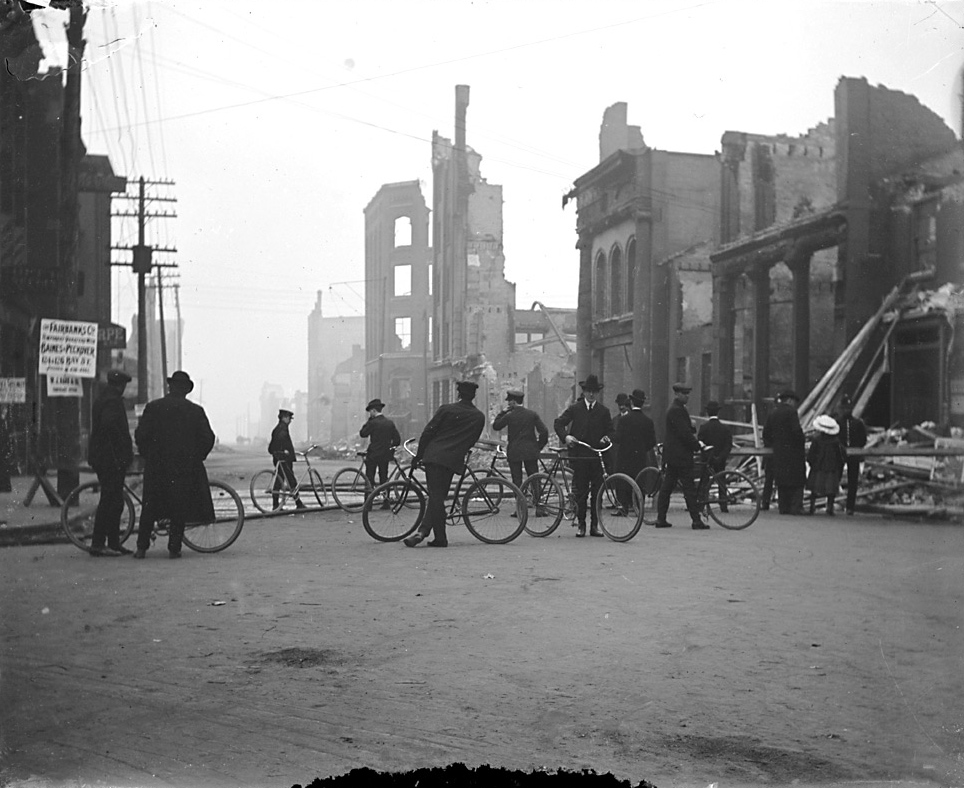
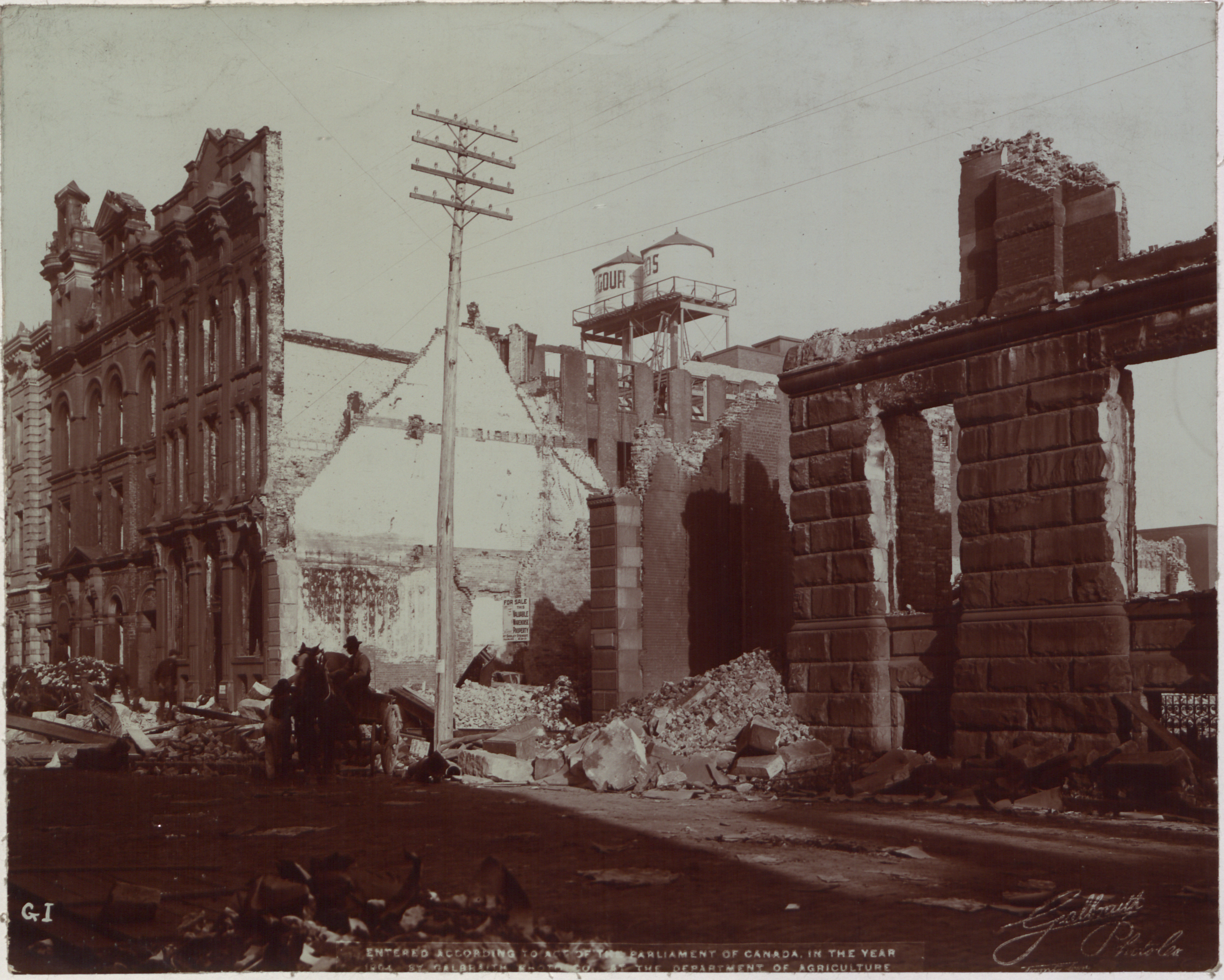
Dégâts les plus à l'Est

## Source de traduction
- (en) Cet article est partiellement ou en totalité issu de l’article de Wikipédia en anglais intitulé « Great Toronto Fire » (voir la liste des auteurs).